# Hermetia pterocausta
Hermetia pterocausta är en tvåvingeart som beskrevs av Osten Sacken 1886. Hermetia pterocausta ingår i släktet Hermetia och familjen vapenflugor. Inga underarter finns listade i Catalogue of Life.